# Andy Devine (acteur américain)
Pour les articles homonymes, voir Andy Devine.
Andy Devine est un acteur américain, né Andrew Vabre Devine à Flagstaff (Arizona) le 7 octobre 1905, mort d'une leucémie à Orange (Californie) le 18 février 1977.

## Biographie
Au cinéma, Andy Devine impose son physique d'ancien footballeur semi-professionnel et, pour les adeptes des versions originales, sa voix très particulière, dans plus de 150 films américains, entre 1926 et 1977, notamment des westerns. Entre autres, on le retrouve à plusieurs reprises aux côtés des réalisateurs John Ford (ex. : L'Homme qui tua Liberty Valance en 1962) et William A. Wellman (ex. : Une étoile est née, version 1937), ou de l'acteur John Wayne. En outre, il prête sa voix à des personnages de films d'animation, notamment Frère Tuck du Robin des Bois (1973) des Studios Disney.
À la télévision, entre 1955 et 1972, il se produit dans des shows, des téléfilms et des séries (Flipper le dauphin, La Quatrième Dimension, Batman...).
Enfin, il apparaît dans des séries et shows radiophoniques.
Pour ses contributions à la radio et à la télévision, deux étoiles lui sont dédiées sur le Walk of Fame d'Hollywood Boulevard.

## Filmographie partielle

### Au cinéma

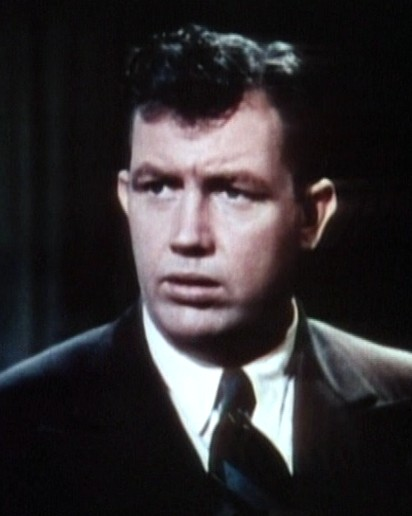
Andy Devine dans Une étoile est née (1937)

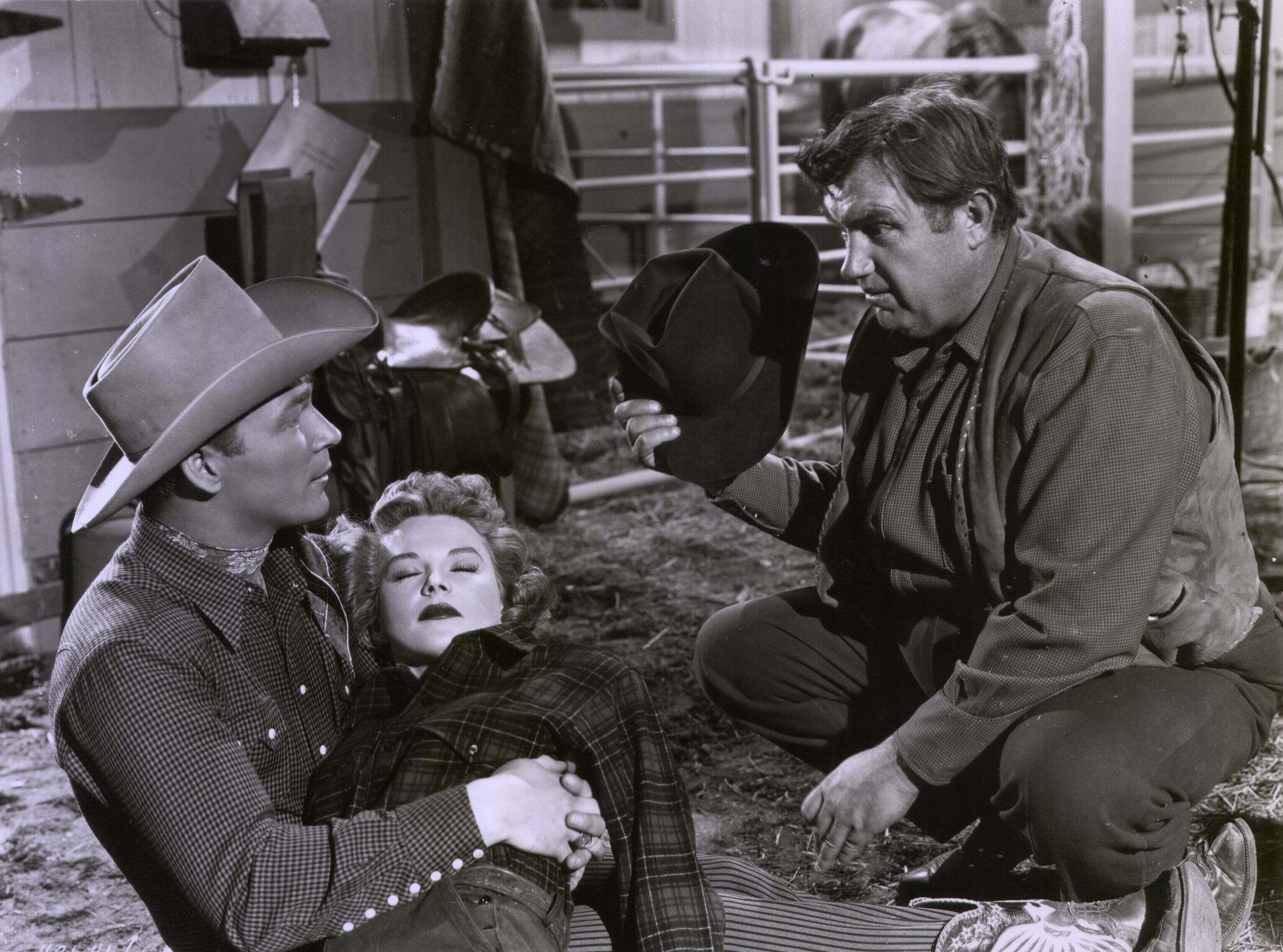
Photo promotionnelle pour Under California Stars (1948)
De gauche à droite : Roy Rogers, Jane Frazee et Andy Devine

- 1928 : L'Âme d'une nation (We Americans) de Edward Sloman
- 1928 : La Petite Dame du vestiaire (Naughty Baby) de Mervyn LeRoy
- 1929 : Un jour de veine (His Lucky Day) de Edward F. Cline
- 1929 : Hot Stuff de Mervyn LeRoy
- 1931 : Le Code criminel (The Criminal Code) de Howard Hawks
- 1931 : The Spirit of Notre Dame (en) de Russell Mack
- 1932 : The All American (en) de Russell Mack et George Stevens
- 1932 : Fast Companions (en) de Kurt Neumann
- 1932 : Fireman Save My Child de Lloyd Bacon
- 1932 : Three Wise Girls de William Beaudine
- 1932 : Impatient Maiden de James Whale
- 1932 : Law and Order de Edward L. Cahn
- 1932 : Man Wanted de William Dieterle
- 1932 : Radio Patrol de Edward L. Cahn
- 1932 : Le Revenant (The Man from Yesterday) de Berthold Viertel
- 1932 : Tom Brown of Culver de William Wyler
- 1933 : The Big Cage (en) de Kurt Neumann
- 1933 : Doctor Bull de John Ford
- 1933 : The Cohens and Kellys in Trouble (en) de George Stevens
- 1933 : Horse Play (en) de Edward Sedgwick
- 1933 : Rose de minuit (Midnight Mary) de William A. Wellman
- 1933 : Chance at Heaven de William A. Seiter
- 1933 : Saturday's Millions (en) de Edward Sedgwick
- 1933 : Song of the Eagle (en) de Ralph Murphy
- 1934 : Gift of Gab (en) de Karl Freund
- 1934 : Hell in the Heavens de John G. Blystone
- 1934 : L'Homme de quarante ans (Upperworld) de Roy Del Ruth
- 1934 : Stingaree de William A. Wellman
- 1934 : Let's talk it over de Kurt Neumann
- 1934 : Million Dollar Ransom de Murray Roth
- 1934 : The Poor Rich de Edward Sedgwick
- 1934 : Wake Up and Dream de Kurt Neumann
- 1934 : The President Vanishes de William A. Wellman
- 1935 : La Fiesta de Santa Barbara de Louis Lewyn (court métrage)
- 1935 : Chinatown Squad de Murray Roth
- 1935 : La Jolie Batelière (The Farmer takes a Wife) de Victor Fleming
- 1935 : À travers l'orage de Henry King
- 1935 : Coronado de Norman Z. McLeod
- 1935 : Fighting Youth de Hamilton MacFadden
- 1935 : Hold 'em Yale de Sidney Lanfield
- 1935 : Straight from the Heart (en) de Scott R. Beal (en)
- 1936 : The Big Game (en) de George Nicholls jr et Edward Killy
- 1936 : Flying Hostess de Murray Roth
- 1936 : Roméo et Juliette (Romeo and Juliet) de George Cukor
- 1936 : La Petite Provinciale (Small Town Girl) de William A. Wellman
- 1936 : Mysterious crossing de Arthur Lubin
- 1936 : Yellowstone de Arthur Lubin
- 1937 : Double or Nothing de Theodore Reed
- 1937 : Une étoile est née (A Star is born) de William A. Wellman
- 1937 : Après (The Road Black) de James Whale
- 1937 : L'Incendie de Chicago (In Old Chicago) de Henry King
- 1937 : Millionnaire à crédit (You're a Sweetheart) de David Butler
- 1938 : Swing That Cheer de Harold D. Schuster
- 1938 : Doctor Rhythm de Frank Tuttle
- 1938 : Yellow Jack de George B. Seitz
- 1938 : Les Hommes volants (Men with Wings) de William A. Wellman
- 1938 : Personal Secretary de Otis Garrett
- 1938 : Tempête (The Storm) de Harold Young
- 1938 : Strange Faces de Errol Taggart
- 1939 : Legion of Lost Flyers de Christy Cabanne
- 1939 : Man from Montreal de Christy Cabanne
- 1939 : La Chevauchée fantastique (Stagecoach) de John Ford
- 1939 : Mutinerie sur le Blackhawk (Mutiny on the Blackhawk) de Christy Cabanne
- 1939 : Never Say Die de Elliott Nugent
- 1939 : Spirit of Culver de Joseph Santley
- 1939 : Tropic Fury de Christy Cabanne
- 1940 : Black Diamonds de Christy Cabanne
- 1940 : Les Révoltés du Clermont (Little Old New York) de Henry King
- 1940 : Buck Benny rides again de Mark Sandrich
- 1940 : Danger on Wheels de Christy Cabanne
- 1940 : The Devil's Pipeline de Christy Cabanne
- 1940 : Geronimo de Paul Sloane
- 1940 : Hot Steel de Christy Cabanne
- 1940 : The Leatherpushers de John Rawlins
- 1940 : Margie de Otis Garrett et Paul Girard Smith
- 1940 : Torrid Zone de William Keighley
- 1940 : Les Dalton arrivent (When the Daltons Rode) de George Marshall
- 1940 : Sur la piste des vigilants (Trail of the Vigilantes) de Allan Dwan
- 1941 : A Dangerous Game de John Rawlins
- 1941 : Lucky Devils (en) de Lew Landers
- 1941 : La Belle Ensorceleuse (The Flame of New Orleans) de René Clair
- 1941 : Men of the Timberland de John Rawlins
- 1941 : Badlands of Dakota (en) de Alfred E. Green
- 1941 : Au sud de Tahiti (South of Tahiti) de George Waggner
- 1942 : Unseen Enemy (en) de John Rawlins
- 1942 : Sin Town (en) de Ray Enright
- 1942 : Top Sergeant de Christy Cabanne
- 1942 : Le Fruit vert (Between us Girls) de Henry Koster
- 1943 : Corvette K-225 de Richard Rosson
- 1944 : Chasseurs de fantômes (Ghost Catchers) de Edward F. Cline
- 1944 : Babes on Swing Street de Edward C. Lilley
- 1944 : Ali Baba et les Quarante Voleurs (Ali Baba and the Forty Thieves) de Arthur Lubin
- 1944 : Cavalcade musicale (Bowery to Broadway) de Charles Lamont
- 1945 : Soudan (Sudan) de John Rawlins
- 1945 : Frisco Sal (en) de George Waggner
- 1945 : La Taverne du cheval rouge (Frontier Gal) de Charles Lamont
- 1945 : L'esprit fait du swing (That's the Spirit) de Charles Lamont
- 1946 : Le Passage du canyon (Canyon Passage) de Jacques Tourneur
- 1946 : The Michigan Kid de Ray Taylor
- 1947 : La Belle Esclave (Slave Girl) de Charles Lamont
- 1947 : The Marauders de George Archainbaud
- 1948 : Old Los Angeles de Joseph Kane
- 1948 : Under California Stars de William Witney
- 1948 : Eyes of Texas de William Witney
- 1948 : Grand Canyon Trail de William Witney
- 1948 : Night Time in Nevada de William Witney
- 1948 : The Far Frontier de William Witney
- 1949 : Le Dernier Bandit (The Last Bandit) de Joseph Kane
- 1950 : The Traveling Saleswoman (en) de Charles Reisner
- 1950 : Mon cow-boy adoré (Never a dull moment) de George Marshall
- 1951 : New Mexico de Irving Reis
- 1952 : La Charge victorieuse (The Red Badge of Courage) de John Huston
- 1952 : La Femme aux revolvers (Montana Belle) de Allan Dwan
- 1953 : Aventure dans le Grand Nord (Island in the Sky) de William A. Wellman
- 1955 : La Peau d'un autre (Pete Kelly's Blues) de Jack Webb
- 1957 : Le Tour du monde en quatre-vingts jours (Around the World in eighty Days) de Michael Anderson
- 1960 : Les Aventuriers du fleuve (The Adventures of Huckleberry Finn) de Michael Curtiz
- 1961 : Les Deux Cavaliers (Two Rode Together) de John Ford
- 1962 : L'Homme qui tua Liberty Valance (The Man who shot Liberty Valance) de John Ford
- 1962 : La Conquête de l'Ouest (How the West was won) d'Henry Hathaway, John Ford et George Marshall
- 1963 : Un monde fou, fou, fou, fou (It's a Mad Mad Mad Mad World) de Stanley Kramer
- 1965 : Zebra in the Kitchen de Ivan Tors
- 1967 : Le Ranch de l'injustice (The Ballad of Josie) de Andrew V. McLaglen
- 1973 : Robin des Bois (Robin Hood), film d'animation de Wolfgang Reitherman (voix)
- 1976 : Won Ton Ton, le chien qui sauva Hollywood (Won Ton Ton, the Dog Who Saved Hollywood) de Michael Winner
- 1977 : The Mouse and his Child (en), film d'animation de Charles Swenson et Fred Wolf (en) (voix)

### À la télévision
- 1951-1958 : série The Adventures of Will Bill Hickok, 112 épisodes (+ version radiophonique)
- 1962 : série La Quatrième Dimension (The Twilight Zone), saison 3, épisode 30, Le Menteur (Hocus-Pocus and Frisby) de Lamont Johnson
- 1964-1965 : série Flipper le dauphin (Flipper), saison 1, épisode 7 (Sans parole d'évangile - Not Necesseraly Gospel -), épisodes 12-13 (La Femme et le dauphin, 1re et 2e partie - Lady and the Dolphin, Part one and Part two -), épisode 16 (Le Compte en banque de Flipper - Flipper's Bank Account -)
- 1966 : série Batman, saison 2, épisode 32, Ballon et Superjet (The Duo is slumming) de Jeffrey Hayden
- 1969 : The Over-the-Hill Gang, téléfilm de Jean Yarbrough
- 1971 : Le Virginien saison 9 épisode 16 (The animal) : DrHouseman